# ELTE BTK Romanisztikai Intézet
Az Eötvös Loránd Tudományegyetem Bölcsészettudományi Kar Romanisztikai Intézet az egyetem egyik intézete.

## Története
1950-es években megalakult a spanyol szakcsoport az Olasz Tanszék keretein belül.
Az 1960-as évek végén önállósodott a Spanyol Nyelv és Irodalom Tanszék. Az első tanszékvezető Horányi Mátyás (1928-1995) volt. Az alapító oktatók közé Csép Attila, Kulin Katalin, Maróthy Jánosné tartoztak. A Spanyol Nyelvi és Irodalmi Tanszéken végzett diákok közül Faluba Kálmán, Scholz László, Gerse Károlyné és Morvay Károly is bekapcsolódtak az egyre több hallgatót vonzó spanyol szakos képzésbe.
1970-ben megalakult a Germanisztika-Romanisztikai tanszékcsoport az Általános Germanisztikai Tanszéki Szakcsoport és az Újlatin Összehasonlító Nyelvtudományi Csoport összevonásával. A tanszékcsoport első vezetője Manherz Károly volt.

### A Francia Tanszék Története

#### A kezdetektől 1867-ig
Az Eötvös Loránd Tudományegyetem elődjét 1635-ben a jezsuiták alapították Nagyszombatban. Magyarországon nem ez volt az első egyetem, a pécsit több mint 600 éve alapították, de megszűnt, amikor a török hódoltsággal az ország elveszítette függetlenségét. 1773-ban, miután Mária Terézia feloszlatta a jezsuita rendet, az egyetem jelentősége megnőtt. Székhelye 1777-ben átkerült Budára, majd 1783-ban Pestre. 1769 decemberében a királynő összeállította a Bölcsészeti Kar tanárainak és ún. magisztereinek névsorát a német és a francia nyelv, valamint a tánc és a vívás oktatására, amit 1775. április 10-én az egyetemre delegált királyi biztosok rendeletben hirdettek ki. Nem tudni, hogy a franciaoktatás ténylegesen elkezdődött-e ezen a napon, de ha elkezdődött is, hamar vége szakadt, mivel II. József felvilágosult abszolutizmusa idején csak a német nyelvet lehetett tanítani. Az uralkodó halála után és a francia forradalmat követően néhány megye nemesi küldöttei követelték, hogy az egyetemen indítsák újra a francia, az angol és az olasz nyelv oktatását. A franciát fakultatívan valójában már 1791-től tanította Louis Bouchard, míg a többi nyelv oktatása csak néhány évvel később kezdődött el, többnyire francia születésű oktatók (Séhêts, Lemouton) részvételével. Bouchard utóda, a belga származású Joseph Lepage 1793 és 1803 között tanított, abban az időben, amikor több professzornak távoznia kellett a magyar jakobinusok iránti szimpátiája miatt. Az első kinevezett magiszter egy francia pap, François Roussel volt, aki 1803-tól haláláig, 1819-ig tanított. Francia nyelvkönyvét latinul adta ki. Utóda, a több nyelven beszélő Jean-Baptiste Lemouton (1832-1849) igen aktív oktatói tevékenységet fejtett ki, számos francia, angol, olasz és német nyelvtankönyvet publikált magyarul és latinul. Az 1848-49-es forradalom és szabadságharc idején szolidaritást vállalt a magyar fiatalokkal, és még a harcok alatt is folytatta munkáját. Leánya, Émilie, magyarra fordította Shakespeare színműveit. Ez a kötődés természetes volt, mivel a Reformkorban a magyaroknak Franciaország a szabadságot, a haladást és a forradalmat szimbolizálta. Mint ahogy később Jókai, a „márciusi ifjak” egyike fogalmazott, „mindannyian franciák voltunk, csak Lamartine-t, Michelet-t, Louis Blanc-t, Sue-t, Victor Hugót, Béranger-t olvastunk”. A forradalom bukása után minden francia eszme veszélyessé vált. Ebben az időben az elnémetesített egyetemen Mutschenbacher Alajos tanította a franciát.
1867-től a II. világháborúig
Az első professzort csak az 1867-es kiegyezés után nevezte ki az akkori kultuszminiszter, Eötvös József, a fizikus Eötvös Loránd apja, franciás műveltségű író, aki ezzel megszüntette a magiszteri státuszt és létrehozta a francia tanszéket. Az első kinevezett oktató, Rákosy (Rakits) Sándor (1869-1889) francia nyelvet és irodalmat is tanított. Nyelvtankönyve mellett kiadta a gallicizmusok és szinonimák gyűjteményét. 1893-ban egy fribourg-i vendégprofesszor érkezett, Philippe-Auguste Becker, a középkori irodalom ismerője, majd egy rövid átmeneti időre Lucien Bézard lett a tanszék vezetője. Őt követte Haraszti Gyula, a pozitivizmus talaján álló termékeny és fáradhatatlan kutató, aki 1909 és 1923 között – megszakítással – irányította a tanszéket. A legalaposabb tényszerűségre törekvő kutatásait elsősorban a 17. századi klasszikus irodalom területén végezte. Molière és Corneille mellett a naturalista regényről és Edmond Rostand-ról írt jól dokumentált monográfiákat. Az első világháború után az egyetem is radikalizálódott. Magyarországon 1918-ban kikiáltották a köztársaságot, 1919 márciusában megalakult a Tanácsköztársaság. Ez utóbbi alatt nevezik ki professzornak és tanszékvezetőnek a francia tanszékre Benedek Marcellt és Laczkó Gézát. Benedek Marcell figyelemreméltó monográfiát írt Victor Hugóról. Laczkó Géza a Nyugat című folyóirat állandó munkatársa volt. A Tanácsköztársaság bukása után el kellett hagyniuk az egyetemet, és mindketten könyvkiadóknál találtak munkát. Benedek Marcell Zoláról, valamint a 19. századi francia regényről írt könyvet, fordított Romain Rolland-t és Martin du Gard-t, később közreműködött Aurélien Sauvageot Magyar-francia és Francia-magyar nagy kéziszótárának szerkesztésében, míg Laczkó Géza tanulmányokat közölt Rabelais-ról, Baudelaire-ről és Anatole France-ról. Haraszti Gyula halála után Eckhardt Sándort bízták meg a tanszék vezetésével, aki 1923 és 1958 között látta el ezt a feladatot. Ő vezette be a francia nyelvű előadásokat, azelőtt ugyanis a diákok csak magyar nyelvű előadásokat hallgathattak. Eckhardt Sándor munkatársai közé tartozott a nyelvész Carlo Tagliavini (az Egyetem tiszteletbeli doktora), később Tamás Lajos, majd Bárczi Géza és Gáldi László. Az irodalomtörténeti stúdiumokra francia vendégprofesszorokat is hívtak, Jean Carrère-t és Georges Deshusses-t. A társadalmi munkában dolgozó könyvtárosok és tanársegédek között volt Lelkes István, Köpeczi Béla és Németh Margit. A két világháború közötti időszak oktatási színvonala a kor követelményeinek megfelelően igen magas szinten állt. A képzés néhány előadásra szorítkozott, amelyen minden hallgató részt vett, gyakorlati foglalkozások, szemináriumok nemigen voltak. Az oktatást és a kutatást a pozitivista filológiai szemléletmód, valamint Baldensperger, illetve Paul van Tieghem összehasonlító irodalomtörténete által képviselt tényszerűségre törekvés jellemezte. Eckhardt Sándor kutatói munkássága igen változatos. Doktori értekezését Rémy Belleau-nak, a francia reneszánsz egyik költőjének szentelte, előadásokat tartott a középkor, a 17. század és a romantika irodalmából, könyvet írt a francia forradalom eszméinek magyarországi hatásáról. Legtöbb tanulmánya a francia-magyar kapcsolatok történetéről szól, ez utóbbiakból állította össze gyűjteményes kötetét, De Sicambria à Sans-Souci címmel. 1942-ben, Le Génie français című munkában kísérletet tett a francia szellem meghatározására. Kiadta a mai francia nyelv leíró nyelvtanát (Mai francia nyelvtan), amelyben – Herman József szerint – elsőként alkalmazta az alapvetően saussure-i általános nyelvészeti alapelveket, továbbá elkészítette első magyar-francia szótárát. Ez az időszak a nagy tehetségű magyar romanisták kibontakozásának időszaka is egyben. Bárczi Géza, Tamás Lajos és Gáldi László jelentős kutatásokat végzett a francia és egyéb újlatin nyelvek történetének területén. Az Eckhardt professzor vezetése alatt készült doktori disszertációk legtöbbje a francia-magyar történelmi és irodalmi kapcsolatokról szólt. (Sipos Lajos, A magyar szabadságharc visszhangja a francia irodalomban, 1929; Lelkes István, A magyar-francia barátság aranykora, 1933.) A párizsi École Normale Supérieure mintájára 1895-ben alapított Eötvös Kollégium másfajta oktatási módszert képviselt. Ott inkább kisebb szemináriumi csoportokban folyt a munka Tamás Lajos, Aurélien Sauvageot, Gyergyai Albert, majd Kenéz Ernő irányítása alatt. Aurélien Sauvageot Benedek Marcell közreműködésével kiadta az első francia-magyar/magyar-francia nagyszótárt. Miután hazatért Franciaországba, a finnugor nyelveket oktatta a párizsi Keleti Nyelvek Intézetében, és több, magyar és francia nyelvészeti témájú könyvet publikált. A budapesti egyetem tiszteletbeli doktorává választotta. Gyergyai Albert a kortárs francia irodalom ismerője volt. Kurzusai szerencsésen egészítették ki az egyetemen folyó hagyományos irodalomtörténeti oktatást. Tanítványai körében Sainte-Beuve és Thibaudet kritikai módszerei alapján nagyfokú irodalmi érzékenységet és széleskörű humanista kultúrát terjesztett el. A Nyugat-ban megjelent, Flaubert-ról, Proustról, Mauriacról, Malraux-ról szóló gondolatébresztő esszéi megismertették a magyar közönséget az új, a Nouvelle Revue Française című folyóirat köréhez tartozó francia irodalommal. Gyergyai fordítói munkássága is igen jelentős: többek között lefordította az Érzelmek iskoláját és Az eltűnt idő nyomában első három kötetét. Az ELTE őt is díszdoktorává választotta.

#### A II. világháború után
A háború után a franciaoktatás is nagy fejlődésen ment át. 1947-ben megalakult a magyarországi Francia Intézet, amely az Alliance Française-zel együtt sokat tett a francia-magyar kulturális kapcsolatok fejlesztéséért. A kapcsolatok szorosabbra fűzésének jele volt például Paul Eluard, Pierre Emmanuel és a történész Victor-Lucien Tapié magyarországi látogatása, valamint Gyergyai Albert és Kodály Zoltán franciaországi útja. Az első franciaországi ösztöndíjasok között találjuk Köpeczi Bélát, Herman Józsefet, Mészáros Vilmát. 1948-tól érzékelhető változások történtek az egyetemi oktatásban is: a nagyszámú szemináriumi csoport beindításához a státusszal rendelkező oktatók mellé újabb tanárokat vettek fel, az egyetemi tanszékek munkacsoportokká alakultak át. Győry János, akinek 1936-ban Párizsban jelent meg a Roland-énekről szóló figyelemre méltó műve, és akit 1949-ben egyetemi docenssé neveztek ki, a 17. és a 19. század irodalmát tanulmányozta. Ekkor került az egyetemre fiatal tanársegédként Süpek Ottó és Lóránt Endre. Gyergyai Albert és Benedek Marcell újra oktathattak, Kelemen Jolán megkezdte rendszeres nyelvészeti és leíró nyelvtani kurzusait, és időlegesen Köpeczi Béla és Bene Ede is tanított. A francia szakos hallgatók számának csökkenése ellenére ez egy mozgalmas, kutatásokban gazdag időszak volt. Az akkori idők jelentős munkája az Eckhardt Sándor szerkesztésében, Gáldi László, Herman József, Köpeczi Béla, Fónagy Iván és mások közreműködésével megírt Francia leíró nyelvtan egyetemi hallgatók és haladottak számára (1952). Megjelentek továbbá Eckhardt Sándor szótárai, és kiadták Gyergyai Albertnek a felvilágosodásról szóló fontos tanulmányát és antológiáját. A nagyközönség részére is számos, nagy és gazdag esszét írt Balzacról, Flaubert-ról és Aragonról. Győry János Victor Hugóról jelentetett meg monográfiát. Az 1956-os forradalom leverését követő időszakban a tanszék hallgatóinak jelentős százaléka nyugatra távozott. A forradalom utáni évek a tanszék életében az egyenletes növekedés időszakát hozták. Egyre többen tanultak francia nyelvet a gimnáziumokban, így szükségessé vált a folyamatos tanárképzés, amely nemcsak Budapesten, hanem a szegedi és a debreceni egyetemeken is elkezdődött. A francia szakos hallgatók száma tehát egyre nőtt.

#### 1958-tól 1990-ig
1958-ban Eckhardt Sándor nyugdíjba vonult. Utóda, Gyergyai Albert sokat tett az irodalmi és nyelvészeti szemináriumok fontosságának növeléséért, és azért, hogy a kortárs irodalom nagyobb teret kapjon az oktatásban. A hallgatók számának további emelése mellett elérte, hogy a tanszék új oktatói állásokat kapjon. Ekkor nevezték ki tanársegédnek Kelemen Jolánt, aki a nyelvgyakorlatokon kívül nyelvészeti szemináriumokat is vezetett. 1959-ben Janine Herman lett az idegennyelvi lektor. 1962-től, a francia-magyar kulturális kapcsolatok fejlődésének jeleként, kétoldalú államközi megállapodás keretében franciaországi lektor érkezett. Elsőként Paule de Rotalier, a magyar nyelv ismerője töltötte be ezt a tisztséget. Őt sorrendben Georges Mary (1965-1971), François Zumbiehl (1971-1976), René Andrau (1976-1980), Jean-Yves de Longueau (1980-1986), Nathalie Arnaud (1986-1991), Elisabeth Chalier-Visuvalingam (1991-1995), Patrick Quillier (1995-1999), Yann Foucault (1999-2004) követte. A lektorok elsősorban nyelvgyakorlatot, de egy-egy irodalmi szemináriumot is vezettek és vezetnek ma is. Tanársegédként 1962-ben került a tanszékre Padányi Klára, a 18. század ismerője, valamint Fodor István, aki később 19. és 20. századi irodalmat tanított. Pintér Marianne 1963-tól a 19. századdal, főként Mme de Staël munkásságával foglalkozott. A nyelvtörténetet Tamás Lajos, a szakmódszertant Szávai Nándor tanította. Gyergyai Albert 1964-ben vonult nyugdíjba. Egy évig Tamás Lajos vezette a tanszéket, majd 1965-től Köpeczi Béla, egészen 1970-ig. Ezen időszak alatt a diákok száma tovább emelkedett: 1955-ben mindössze 50 hallgatója volt a tanszéknek, 1970-ben 200, öt év múlva pedig már 250. A nemzetközi kapcsolatok 1966-tól újabb lendületet kaptak: az oktatók és a hallgatók Franciaországba utazhattak ösztöndíjasként, a tanszékre vendégelőadók érkeztek, Roland Desné, Jacques Voisine, Jean Frappier, Pierre Citron, Michel Foucault, Robert Escarpit, Jean Perrot személyében. Köpeczi Béla hangsúlyt fektetett a tanszék eszközállományának fejlesztésére is, különös tekintettel a könyvtárra, amely nyelvkönyvekkel és olcsó kiadásban megjelenő klasszikus művekkel bővült. Elindította továbbá a tanszék saját kiadványait és az Akadémia Irodalomtudományi Intézetével karöltve gyűjteményes tanulmánykötetet publikált a francia-magyar kapcsolatok történetéről. 1967-től kezdve jelent meg a Nouvelles Études Hongroises című folyóirat is, amely a magyar tudományos és kulturális életről, valamint a francia-magyar kapcsolatokról közölt francia nyelvű cikkeket. A nagyközönségnek szóló kulturális rendezvények (kiállítások, konferenciák, felolvasóestek, színházi bemutatók) sokat tettek a francia kultúra jobb magyarországi megismertetéséért. Sajnos ez idő alatt mindössze egyetlen tanársegédi kinevezés történt, Szabics Imréé, aki az ófrancia nyelv szakértője. Az oktatók terheinek csökkentése érdekében Köpeczi Béla külső megbízott előadókat hívott: Gáldi László nyelvtörténetet és stilisztikát, Nagy Géza, Bene Ede, Lakits Pál irodalmat, Mikó Marianne és Ginter Károly pedig módszertant tanítottak. Miután 1970-ben Köpeczi Bélát megválasztották a Magyar Tudományos Akadémia főtitkárává, helyét a tanszék élén Süpek Ottó foglalta el. Az oktatói kar létszáma tovább nőtt. 1972-ben Vörös Imre vette át a szakmódszertan oktatását és felügyelte a hallgatók gyakorlótanítását. Ugyanekkor került a tanszékre tanársegédként Vajda András és Korompay János, akik szemináriumokat tartottak a 17., illetve a 20. századi irodalomból, valamint a 20. századi francia történelemből. A nyelvészeti oktatást és kutatást pedig Bárdosi Vilmos gyakornoki kinevezése erősítette 1976-ban. Völgyes Gyöngyvér, majd Sós Éva könyvtárosi kinevezésével tovább folytatódott a tanszéki könyvtár katalógusainak korszerűsítése. A Tudományos Akadémia közreműködésével a tanszéken két kutatócsoport alakult: a francia-magyar kontrasztív nyelvészeti kutatócsoport Kelemen Jolán vezetésével, és a 19. századi francia civilizációval foglalkozó kutatócsoport Fodor István irányításával. Kelemen Jolán csoportja együttműködött az Akadémia Nyelvtudományi Intézetével, valamint a Paris III egyetem Finnugor Tanulmányok Központjával, amelyet Jean Perrot vezetett. A másik kutatócsoport antológiákat és kézikönyveket jelentetett meg. A tanszék tudományos tevékenysége ebben a változásokkal teli időszakban igen aktív volt. Gyergyai Albert folytatta a klasszikus és kortárs francia írókkal foglalkozó tanulmányainak publikálását, 1964-ben megjelent Köpeczi Béla disszertációja a Rákóczi-szabadságharc és Franciaország kapcsolatáról, előbb magyarul, majd francia nyelven, La France et la Hongrie au début du XVIIIe siècle címmel, amely nagy visszhangra talált a francia szaksajtóban. Köpeczi Bélának fontos szerepe volt a különböző, történelemmel és összehasonlító irodalomtörténettel foglalkozó francia-magyar konferenciák, különösen a mátrafüredi kollokviumok megszervezésében, mely utóbbiakat a közép-európai felvilágosodás kutatásának szentelték. Szerkesztésében napvilágot látott továbbá több kézikönyv, valamint a 20. századi irodalomtörténettel foglalkozó tanulmánykötet. Győry János a középkori, reneszánsz, barokk és klasszikus francia színházzal foglalkozott. Élete utolsó időszakában Chrétien de Troyes művészi világképe állt érdeklődésének középpontjában. Tamás Lajos kiadta újlatin nyelvészeti tankönyvét, valamint románul a magyar nyelv etimológiai szótárát. Gáldi László francia verstani és stilisztikai kézikönyvet jelentetett meg. Süpek Ottó Villon munkásságával foglalkozott: disszertációja Villon világszemléletének kialakulását kutatta, tanulmányaiban pedig új következtetésekre jutott egyrészt a költő életrajzát, konkrétan születési dátumát illetően, másrészt a szövegértelmezés területén. Lefordította Rabelais utánozhatatlanul egyetemes remekművének (Gargantua és Pantagruel) első könyvét és sokévi kutatás után máig sem cáfoltan megfejtette: ki is volt a nagy névtelen, Anonymus, mikor és miért írta művét a Gesta Hungarumot. Kelemen Jolán doktori értekezése a mai francia nyelv igeidőinek stilisztikai értékét vizsgálta. Könyvet írt Syntaxe du français moderne címmel, és Janine Hermannal közösen kiadta a francia nyelvtani gyakorlatok gyűjteményét. Főszerkesztője volt annak az egyetemi francia leíró nyelvtannak (Grammaire du français contemporain), amely ma a magyarországi egyetemi és főiskolai francia tanszékeken megkerülhetetlen tankönyv. Több évtizedes kontrasztív nyelvészeti kutatásainak eredményeit pedig a De la langue au style című munkájában foglalta össze. Az 1980-as évek folyamán az Akadémiai Kiadó „Modern Filológiai Füzetek” könyvsorozatában publikálta Szabics Imre Epika és költőiség című monográfiáját a középkori francia udvari regényekről. Ugyanebben a sorozatban látott napvilágot Vörös Imre munkája Fejezetek a XVIII. századi francia-magyar fordításirodalmunk történetéből címmel. Az Akadémiai Kiadó a XVIII. század kutatóinak 1987-es budapesti nemzetközi kongresszusára külön kötetben jelentette meg Orczy Lőrinc és Fekete János 1764 táján Voltaire-hez írt, de el nem küldött, francia nyelvű (Fekete által számos jegyzettel ellátott) verses episztoláját, amelyet Vörös Imre néhány évvel korábban a Károlyi Levéltárban fedezett fel. Bárdosi Vilmos a kontrasztív kutatási programokban való részvétel mellett 1982-től új szinkrón nyelvészeti tantárgyakat honosított meg az oktatásban (Bevezetés a francia nyelvészeti stúdiumokba, Lexikológia, Frazeológia) valamint több hosszú távú lexikográfiai projektben (egynyelvű és kétnyelvű frazeológiai szótárak) résztvevőként, majd vezetőként működött közre.

#### 1990-től napjainkig
1990-től a rendszerváltozás nyomán megnőtt a francia nyelv iránti érdeklődés és tovább növekedett a hallgatói létszám: az első évfolyamra az addigi kb. 60 fő helyett 75 kerülhetett be. Az évek óta sok nehézséget okozó helyhiány azáltal oldódott meg, hogy 1990 májusában a tanszék az Amerikai útra (Zugló) költözött, ahol jóval több szemináriumi helyiség, könyvtári olvasóterem és nagy könyvraktár segítette az oktatást, egy szomszédos épületben pedig megalakult a magyarországi francia oktatást és kutatást koordinálni hivatott Egyetemközi Francia Központ, kezdetben Bárdosi Vilmos, majd Karafiáth Judit irányításával. Ugyancsak 1990-ben az egyetemi tanárrá kinevezett Vörös Imre vette át a tanszék vezetését. Az oktatói gárda több fiatal szakemberrel bővült: Barta Péter és Szabó Dávid a nyelvészet, Dévényi Levente (1988-tól) a francia civilizációtörténet, Maár Judit, Horváth Krisztina, Kalmár Anikó és Palágyi Tivadar az irodalomtörténet, Rákócziné Zilahi Lilla a szakmódszertan oktatásába kapcsolódott be. Az addigi egyetlen lektori állás mellett két további létesült: egy a Belga Nagykövetség, egy pedig a magyar Oktatási Minisztérium támogatásával. Az első belga lektor Anne-Françoise Kroonen volt, őt követte Isabelle Lousberg, majd 1998-tól Nicolas Dumont, 2004-től Thierry Fouilleul. 2005-től a belga lektor Matthieu Labeau. A második francia lektor posztját 1991 óta Catherine Kovács-Négrerie tölti be. A mintegy 25 000 könyvet és folyóiratot tartalmazó tanszéki könyvtár működtetése pedig két könyvtáros kinevezésével oldódott meg. Az Európai Unió TEMPUS ösztöndíjainak segítségével évente mintegy tucatnyi hallgatónk tölthetett több hónapot francia és belgiumi egyetemeken. 1995-ben Bárdosi Vilmos lett a tanszék vezetője. Az azóta eltelt időben újabb fiatal kollégák nyertek alkalmazást, akik Magyarországon és Franciaországban is sikeresen védték meg PhD disszertációjukat: Balogh Péter a nyelvészet, Lőrinszky Ildikó, illetve Cseppentő István az irodalom oktatásával foglalkozik (az előbbi kettő időközben távozott a tanszékről). Több új tanegység bevezetésére is sor került. A korábban részmunkaidőben dolgozó Karafiáth Judit (a CIEF igazgatója) 1999-től a tanszék főállású docense lett. Új professzori kinevezések történtek Szabics Imre és Bárdosi Vilmos személyében. Ugyanakkor több nagy veszteség is ért bennünket, 1995-ben Süpek Ottó, 1997-ben Vajda András, 1999-ben Csűrös Klára halálával. A könyvtári állomány jelentősen bővült. A tanszék bekapcsolódott a számítógépes hálózatba, jelentősen kiszélesítette nemzetközi kapcsolatait (vendégtanári meghívások, tanár- és diákcserék az Erasmus program keretében), irodalmi és nyelvészeti kutatási programokat, valamint széles körben elismert tudományos folyóiratot – Revue d’Études Françaises – is beindított. Az 1990-es években a tanszék oktatói számos újabb publikációval gazdagították a szakirodalmat. A tudományos eredmények közül kiemelendő Szabics Imre A trubadúrok költészete című könyve a trubadúrköltészetről, valamint Trubadúrok és trouvère-ek című antológiája a középkor költészetéből, Vörös Imre komparatisztikai jellegű monográfiája Természetszemlélet a felvilágosodás kori magyar irodalomban címmel, majd a Tartuffe-ről írt műelemző kötete, Maár Judit két antológiája a romantika, illetve a szimbolizmus elméleti írásaiból, Karafiáth Juditnak Szürrealizmus című, gazdagon dokumentált könyve, továbbá a fájdalmasan korán elhunyt Vajda András tanulmányainak gyűjteménye. Kiemelkedő esemény volt Csűrös Klára Vicissitudes d’un genre. Le poème épique français de Ronsard à Voltaire című monográfiájának publikálása a párizsi Honoré Champion kiadónál: ez a nemzetközi elismerést kiváltó, hiánypótló kötet egy kutatói életpálya színvonalas összefoglalása, amelynek korrektúráját a szerző súlyos betegen még elvégezte, a könyv megjelenését azonban már nem érhette meg. Emléke előtt tisztelegve jelent meg a L'Harmattan kiadónál Kalmár Anikó összeállítása L'exotisme dans la poésie épique française. In memoriam Klára Csűrös címmel. A nyelvészet területén Bárdosi Vilmos a francia nyelvről írt nagyszabású monográfiát társszerzővel (A francia nyelv lexikona), és publikálta német nyelvre is adaptált Francia-magyar szólásszótárát (1997), a főszerkesztésével készült új Magyar-francia, Francia-magyar jogi szótárt, továbbá a Magyar szólástár és a 2007-ben megjelent új Francia-magyar kéziszótár című munkát. 1997-ben megindult tanszékünkön a „Francia irodalom” című doktori program. A középkortól 1700-ig tartó része Szabics Imre irányításával kezdte meg a munkát, 2017-től a program vezetője Palágyi Tivadar. A 18., 19. és 20. századi irodalommal foglalkozó része tíz éven át Vörös Imre vezetése alatt működött, akitől ezt a feladatot 2007-ben Maár Judit vette át. Az új évezred első jelentős eseménye volt 2001 áprilisában a tanszék átköltözése a Múzeum körút 4/c számú épületébe (amely egyébként egészen 1953-ig otthona volt), s ahol az ELTE Romanisztikai Intézetének több tanszéke is található: a Francián kívül az Olasz, a Spanyol és a Portugál Tanszék. 2005-ben megvalósult az ELTE egyetemi, valamint főiskolai francia tanszékének összevonása, utóbbiról Tóth Réka, Horváth Ágnes, Pálffy Gabriella és Zirkuli Péter került át oktatóként tanszékünkre (Zirkuli Péter időközben távozott a tanszékről). Új oktatóként Körmendy Mariann csatlakozott a tanári karhoz. 2006-ban Dévényi Levente, Palágyi Tivadar, Szabó Dávid és Zilahi Lilla egyetemi docensi, Cseppentő István egyetemi adjunktusi kinevezést kapott tanszékünkre. Ugyanakkor megindult a korábbi kredites rendszert felváltó ún. "bolognai folyamat" (BA/3 év+MA/2 év képzés) megvalósításának előkészítő munkája, ami nagy feladatot jelentett az oktatói gárda számára, hiszen egy ideig párhuzamosan kellett működtetni a két különböző követelményeket támasztó rendszert. A váltás ettől eltekintve 2006-tól kezdve zökkenőmentesen zajlott. 2008-ban új kiadásban jelent meg a Bárdosi-Karakai-féle nagysikerű A francia nyelv lexikona című munka, az Akadémiai Kiadónál megjelent új Francia-magyar kéziszótár pedig a szótárak versenyében elnyerte a "Kiváló Magyar Szótár" díjat. Az év terméséhez tartozik Kiss Gábor és Bárdosi Vilmos Szinonimák. 20 000 rokon értelmű szó dióhéjszótára c. munkája is. Ugyanebben az évben jelent meg Maár Judit Mallarmé: De l'œuvre parfaite au fragment című habilitációs értekezése. Ettől az évtől kezdve Szabó Dávid az Egyetemközi Francia Központ (CIEF) igazgatója. 2010-ben a sikerre való tekintettel új, bővített kiadást ért meg Bárdosi Vilmos Francia-magyar tematikus szólásszótára. 2011-ben pedig hézagpótló kiadványként Maár Judit szerkesztésében majd 1000 oldalon megjelent a tanszék munkatársainak közös műve, A francia irodalom története. Szerzői: Cseppentő István, Dévényi Levente, Horváth Krisztina, Kalmár Anikó, Maár Judit, Palágyi Tivadar, Tóth Réka. 2013. július 1-jén Horváth Krisztina kapott megbízást a tanszék vezetésére. 2017-ben súlyos veszteség érte tanszéket Szabics Imre professzor halálával. 2018 februárjában Kovács Máté egyetemi tanársegédi kinevezést kapott tanszékünkre.
A Francia Nyelv és Irodalom Tanszéket Eckhardt Sándor vezette 1958-ig, utána 1958 és 1964 között Gyergyai Albert, majd az 1964/65-ös tanévben Tamás Lajos, 1956 és 1970 között pedig Köpeczi Béla állt a tanszék élén. 1970 és 1990 között Süpek Ottó volt a Francia Nyelvi és Irodalmi Tanszék vezetője.
Az Olasz Nyelvi és Irodalmi Tanszéket 1973-ig Kardos Tibor vezette, majd Sallay Géza 1991-ig.
1978-ben jött létre a Portugál Tanszéki Szakcsoport az Olasz Nyelvi és Irodalmi Tanszék keretein belül, majd 1984-ben létrejött az önálló Portugál Nyelvi és Irodalmi Tanszék. Az első tanszékvezető Rózsa Zoltán volt.
2001. január 1-én megalakult a Romanisztikai Intézet.

## Vezetés
| Pozíció         | Név                         |
| --------------- | --------------------------- |
| Intézetigazgató | Salvi Giampaolo (2001-2015) |
| Intézetigazgató | Bárdosi Vilmos (2005-2017)  |
|                 | Horváth krisztina (2017-)   |

## Tanszékek
| Tanszék                             | Tanszékvezetők |
| ----------------------------------- | --- |
| Francia Nyelvi és Irodalmi Tanszék  | Eckhardt Sándor (–1958) Gyergyai Albert (1958-1964) Tamás Lajos (1964/64) Köpeczi Béla (1965–1970) Süpek Ottó (1970–1990) Vörös Imre (1990–1995) Bárdosi Vilmos (1995–2013) Horváth Krisztina |
| Olasz Nyelvi és Irodalmi Tanszék    | Kardos Tibor (–1973) Sallay Géza (1973–1991) Giampaolo Salvi (1997–?) Falvay Dávid |
| Portugál Nyelvi és Irodalmi Tanszék | Rózsa Zoltán (1984–1991) Pál Ferenc (1991–1994) Rózsa Zoltán (1994) Giampaolo Salvi (1995–1997) Szijj Ildikó                                                                                  |
| Román Filológiai Tanszék            | Tamás Lajos (1936–1972) Domokos Sámuel (1972–1978) Nagy Béla (1978–1986) Süpek Ottó (1986–1989) Miskolczy Ambrus (1989–) Nagy Levente                                                         |
| Spanyol Nyelvi és Irodalmi Tanszék  | Horányi Mátyás (1973–1995) Szijj Ildikó |

## Oktatók
| Tanszék                             | Oktatók |
| ----------------------------------- | --- |
| Francia Nyelvi és Irodalmi Tanszék  | Bárdosi Vilmos, Stéphane Carlier, Cseppentő István, Herman József, Kalmár Anikó, Maár Judit, Palágyi Tivadar, Süpek Ottó†, Szabó Dávid, Tóth Réka |
| Olasz Nyelvi és Irodalmi Tanszék    | Caterina Di Bella, Falvay Dávid, Fried Ilona, Fábián Zsuzsanna, Kardos Tibor†, Király Erzsébet†, Koltay-Kastner Jenő, Madarász Imre, Nyitrai Tamás, Sallay Géza†, Salusinszky Gábor†, Giampaolo Salvi, Szauder József†, Szegedi Eszter, Szkárosi Endre†, Takács József†, Török Tamara  |
| Portugál Nyelvi és Irodalmi Tanszék | Fodor Antónia, Miranda Luma, Pál Ferenc, Rákóczi István, Rózsa Zoltán†, Urbán Bálint |
| Román Filológiai Tanszék            | Ábrahám Barna, Miskolczy Ambrus, Gelu Păteanu†, Siegescu József†, Süpek Ottó†, Vincze Ferenc |
| Spanyol Nyelvi és Irodalmi Tanszék  | Báder Petra, Baditzné Pálvölgyi Kata, Balázs-Piri Péter, Bárkányi Zsuzsanna, Benyhe János†, Carles Dachs Clotet, Faluba Kálmán, Horányi Mátyás†, Klempáné Faix Dóra, Kulin Katalin, Kutasy Mercédesz, Menczel Gabriella, Santosné Blastik Margit, Scholz László, Sara Toro Ballesteros |

### Kutatók
A következő lista az ismertebb kutatókat tartalmazza. Az ismertség a Google Tudós idézetek alapján lett megállapítva.
Frissítve: 2021. július 14.
| Idézetek száma | Oktató              |
| -------------- | ------------------- |
| 1000–5000      | Giampaolo Salvi (O) |
| 500–1000       | Nincs               |
| 100–500        | Bárdosi Vilmos      |
| 50–100         | Fábián Zsuzsanna    |

(O: Olasz Nyelvi és Irodalmi Tanszék)

## Ismertebb hallgatók
- Balázs Ádám, újságíró (1975, francia)
- Bárdosi Vilmos, nyelvész
- Bán Zsófia, irodalomtörténész
- Bárdos László, költő
- Bereményi Géza, író és filmrendező (magyar-olasz, 1970)
- Berkes Zsuzsa, bemondó (francia-irodalom, 1974)
- Biernaczky Szilárd, zeneszerző, afrikanista, italianista
- Borsi-Kálmán Béla, történész
- Csala Károly, író
- Csantavéri Júlia, filmtörténész
- Eörsi Anna, művészettörténész
- Fekete Sándor, író
- Frivaldszky János,  jogász (1994, olasz)
- Herczog Edit, politikus
- Horvát János, újságíró
- Kálmán László, nyelvész
- Kiss Irén, író
- Klaniczay Tibor
- Koltay-Kastner Jenő, italianista
- Kovács András Bálint, filmesztéta
- Kovácsi János, filmrendező
- Lakatos László, szociológus (történelem, szociológia, francia)
- Lengyel Péter, író
- Major László, diplomata
- Majtényi Zoltán, író
- Marx József, esztéta
- Molnár László, diplomata
- Nádasdy Ádám, nyelvész és író (1970, olasz)
- Nagy Anna, újságíró
- Rákóczi István, történész
- Salusinszky András, a Nyelviskolák Szakmai Egyesülete alelnöke
- Szabó Marcell, költő (francia)
- Szávai János, irodalomtörténész
- Szabolcsi Éva, italianista
- Szekeres Nóra, színész és műsorvezető
- Takács Zsuzsa, költő
- Tóth Éva, költő
- Tóth Judit, költő (1959, magyar-francia)
- Váradi Tamás, nyelvész
- Xantus Judit, műfordító
- Závada Pál, költő (2009)